# Guido Tonetti
Guido Tonetti (* 13. März 1903 in Trecate; † 3. Juni 1971 in Cuneo) war ein italienischer Geistlicher und römisch-katholischer Bischof von Cuneo.

## Leben
Tonetti empfing am 13. August 1927 die Priesterweihe.
Papst Pius XII. ernannte ihn am 25. Juli 1950 zum Prälaten von Santa Lucia del Mela und zum Koadjutorerzbischof von Messina; zudem berief er ihn zum Titularerzbischof von Chalcedon. Die Bischofsweihe spendete ihm am 24. September desselben Jahres Maurilio Kardinal Fossati, Erzbischof von Turin. Mitkonsekratoren waren Sebastiano Briacca, Bischof von Mondovì, und Carlo Allorio, Bischof von Pavia. Am 16. Februar 1957 folgte die Ernennung zum Bischof von Cuneo.
Bischof Tonetti nahm von 1962 bis 1965 als Konzilsvater am Zweiten Vatikanischen Konzil teil. Noch 1965 veröffentlichte er einen Hirtenbrief zur dort beschlossenen Liturgiereform. In einem weiteren Hirtenbrief widmete er sich 1969 den international aufkommenden Studentenrevolten und versuchte, die junge Generation durch eine verstärkte Jugendkatechese in die katholische Kirche einzubinden.
Am 7. Januar 1967 stellte Papst Paul VI. ihn Egidio Luigi Lanzo als Apostolischer Administrator zur Seite. Am 19. Juni 1969 wurde Antonio Fustella zum Apostolischen Administrator von Saluzzo sede plena, des damals 84-jährigen Bischofs Egidio Luigi Lanzo, ernannt und löste ihn ab.
Zwei Jahre später starb er und wurde in der Kathedrale von Cuneo beigesetzt.